# Politix
Politix est une revue scientifique, tournant autour de la politique à travers les sciences sociales et les sciences politiques, fondée en 1987 et publiée à un rythme trimestriel sous l'impulsion d'un groupe de chercheurs du département des sciences politiques de l'Université Paris 1.
Proposant une approche interdisciplinaire pour aborder les thèmes de la science politique et la dimension politique des phénomènes sociaux, elle est ouverte aux travaux novateurs et à de jeunes auteurs auxquels elle permet de présenter les résultats de leurs recherches.
La revue bénéficie du soutien de l'Institut des sciences humaines et sociales du CNRS et du Centre national du livre.

## Création
Politix a été créée en 1987 à l'initiative d'un noyau d'étudiants du directeur du département de science politique de l'université Paris 1, Jacques Lagroye professeur de sociologie politique  qui dirigeait alors leurs thèses de doctorat. Avec le soutien de ce dernier, Guy Birenbaum, Loïc Blondiaux, Sylvain Bourmeau, Jean-Louis Briquet, Bastien François et Frédéric Sawicki proposent en mars 1987 un Bulletin édité par l’association des étudiants en science politique de Paris 1. Progressivement, le bulletin se transforme en revue régulière à prétention scientifique grâce à l'équipe rejointe par Dominique Cardon, Annie Collovald, Guillaume Courty et Jean-Philippe Heurtin. Au fil des ans, la  revue, toujours animée par des chercheurs et des universitaires, est devenue l'une des publications de référence dans son champ académique[réf. nécessaire].

## Ligne éditoriale
Se réclamant de l'héritage de l'enseignement de Jacques Lagroye, sa ligne éditoriale, fondée sur une assise à la fois empirique et théorique forte, porte une volonté de tourner la science politique vers de nouveaux objets, vers l'international et le comparatisme en affichant un souci de décloisonnement et une ouverture de la discipline à d’autres, en particulier la sociologie et l’histoire.

## Rédaction
Rédacteurs en chef
- François Buton, Sabine Rozier, et Jean-Louis Briquet

Comité éditorial
- Catherine Achin
- Éric Agrikoliansky
- Laure Bereni
- Assia Boutaleb
- Jean-Louis Briquet
- François Buton
- Quentin Deluermoz
- Caroline Fayolle
- Brigitte Gaïti
- Laurent Gayer
- Boris Gobille
- Mathieu Hauchecorne
- Stéphane Latté
- Cédric Lomba
- Ana Perrin-Heredia
- Sabine Rozier
- Nicolas Renahy
- Alexandre Rios-Bordes
- Cécile Robert
- Sabine Rozier
- Frédéric Sawicki
- Anne-France Taiclet
- Marie Vannetzel

Comité de lecture
R. Banegas (CERI-Sciences Po Paris), R. Bertrand (FNSP, CERI-Sciences Po Paris), L. Blondiaux (Université Paris 1, CESSP), D. Cardon (Orange Labs, Laboratoire des usages), Y. Déloye (IEP de Bordeaux, SPIRIT), F. Desage (Université Lille 2, CERAPS), N. Dodier (EHESS, IMM-GSPM), O. Fillieule (Université de Lausanne, CRAPUL), B. François (Université Paris 1, CESSP), C. Guionnet (Université Rennes 1, CRAPE), S. Guyon (Université de Picardie – CURAPP), P. Hassenteufel (Université Versailles Saint-Quentin, CARPO), P. Laborier (Université de Picardie, CURAPP), P. Lehingue (Université de Picardie, CURAPP), C. Lemieux (EHESS, LIER), C. Moreau de Bellaing (ENS Paris, LIER), Y. Siblot (Université Paris 8, CRESPPA).

Comité scientifique
L. Boltanski (EHESS), M. Callon (Mines ParisTech), A. Cambrosio (Université McGill), C. Charle (Université Paris 1), J. Chevallier (Université Paris 2), M. Diouf (Université Columbia), M. Dobry (Université Paris 1), S. Epstein (Université hébraïque de Jérusalem), P. Favre (IEP Grenoble), D. Gaxie (Université Paris 1), J. Gerstlé (Université Paris 1), P. Geschiere (Université d’Amsterdam), J. Leca (IEP Paris), G. Lenclud (CNRS, Paris), A. Mastropaolo (Université de Turin), G. Mauger (CNRS, Paris), P. Muller (CNRS, Paris), M. Offerlé (ENS Paris), T. Tackett (Université de Californie Irvine).

### Numéros récents
Cf. sur le site Cairn.